# Музей козацького опору
Музей козацького опору (також Музей антибільшовицького опору) — приватний музей, створений громадським діячем В. П. Меліховим, присвячений російському козацтву часів Громадянської війни в Росії. Розташований у селі Плещеєво, недалеко від Подольська Московської області.
Керівник музею В. П. Меліхов, який створив музей на власні кошти, позиціонує його як просвітницький науково-дослідний центр з вивчення історії козацтва та антибільшовицького опору.
Власник музею неодноразово висловлювався проти агресії проти України, у тому числі проти так званої «війни на Донбасі», де брали участь так звані «козацькі частини».

## Історія музею

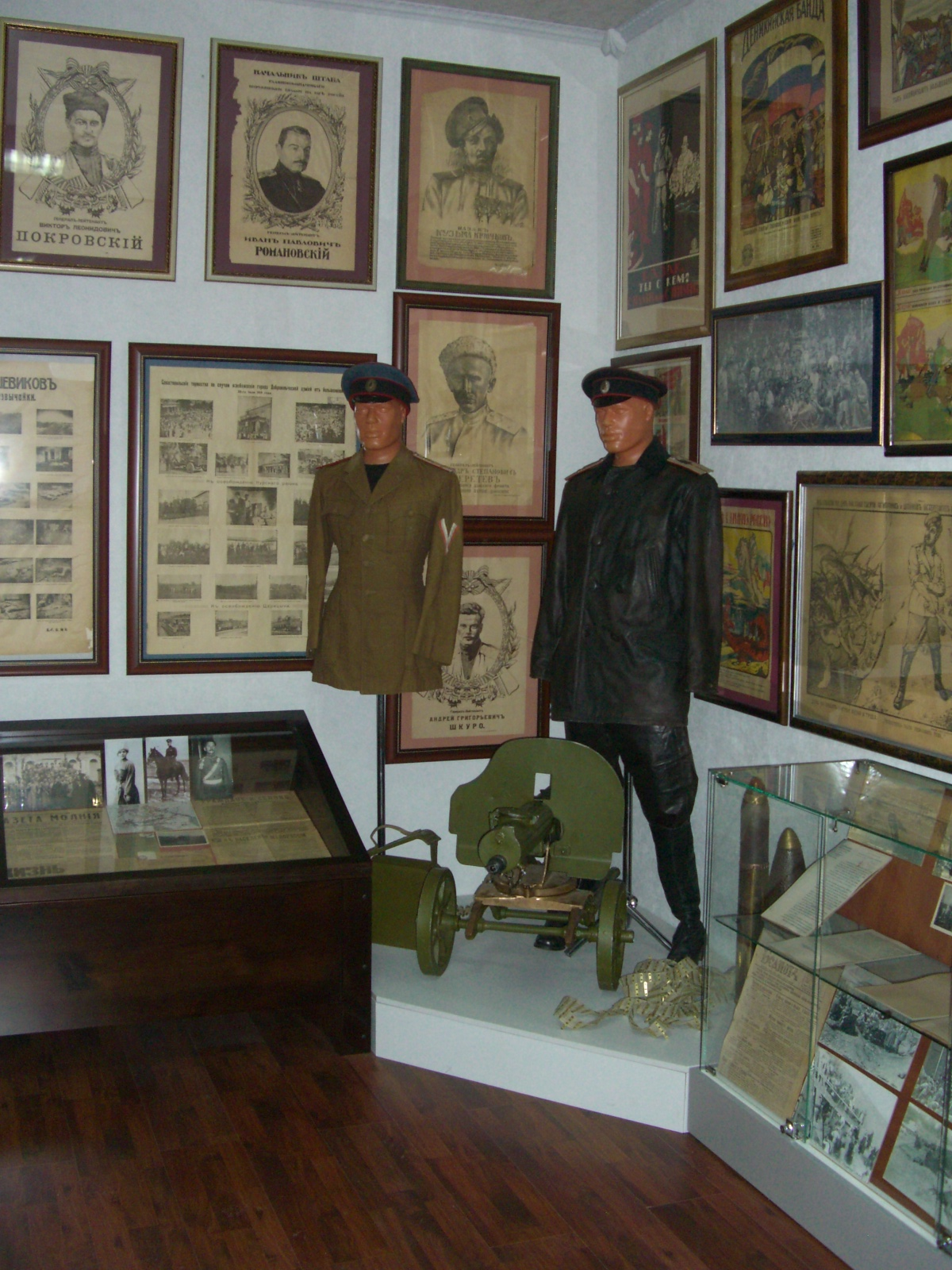

Підприємець Володимир Петрович Меліхов відкрив музей 31 липня 2010 року в особистому маєтку у підмосковному Подільську. Також В. П. Меліхов відкрив меморіальний комплекс у станиці Єланській. На території садиби розташована триповерхова будівля музею, каплиця РПЦЗ та пам'ятники: «Добровольцю російської армії» роботи скульптора К. Р. Чернявського та Миколі II (копія пам'ятника В. М. Кликова в селі Тайнінському).
У музеї дев'ять залів, в яких представлені матеріали з історії козацтва, російсько-японської війни, революції 1905 року, Першої світової війни, лютневої та жовтневої революцій, білого руху та громадянської війни, російської еміграції, колективізації, розкозачення та боротьби з релігією,німецько-радянської війни та колабораціонізму. Також представлені експонати, пов'язані з вождями антибільшовицького опору — портрети, особисті речі, документи.
У російському інтернеті відкриття музею викликало бурхливі дискусії щодо того, чи припустимо включати до експозиції матеріали, що висвітлюють історію російського та козачого колабораціонізму у Другій світовій війні (таких, як пропагандистські плакати, предмети з нацистською символікою) та біографії деяких лідерів колабораціоністських з'єднань (Краснов, Шкуро, Власов та інші).
Власник музею неодноразово зазнавав гонінь ФСБ. У 2021 р. його не випустили за кордон, вирвавши сторінку паспорту.